# Valeria (telenovela de 1966)
Valeria es una telenovela mexicana de Telesistema Mexicano. Producida por Ernesto Alonso, protagonizada por Rosenda Monteros y Aldo Monti, en el año 1966.

## Sinopsis
El día en que recibía su primera comunión, Valeria presencia el asesinato de su padre y la violación de su madre por parte del rival en los negocios y en lo personal de su familia. Si bien eran adinerados estancieros de la costa venezolana, Valeria crece en la pobreza de un hogar muy humilde y muchos años después se entera de que su madre esta viva en Buenos Aires. Hallarla se convierte en una enfermiza obsesión para ella, mucho más cuando debe sufrir privaciones, hambre, desprecios, mentiras y complotes en su contra para que no se reúna con ella y con el amor de su vida: el hijo del hombre que destruyó su familia.

## Elenco
- Rosenda Monteros - Valeria
- Aldo Monti
- Enrique Álvarez Félix